# Microcebus berthae
El lémur ratón de Berthe (Microcebus berthae) es una especie de primate estrepsirrino, el más pequeño de los lémures ratón y el primate más pequeño del mundo, con una longitud corporal, sin incluir la cola, cercana a los 10 cm y un peso de 30 g. Habita en el Parque nacional de Kirindy Mitea al occidente de Madagascar. Se incluye en la lista de Los 25 primates en mayor peligro de extinción del mundo.
Microcebus berthae tiene un pelaje dorsal denso y corto de color canela y amarillo ocre. La línea dorsal media es de color leonado. El centro del vientre de esta especie es de color canela mientras los flancos tienen una mezcla de canela y gris pálidos. La capa profunda de pelo tiene un color negruzco o gris. La cola de la especie tiene un pelaje corto de color leonado. La coronilla y orejas son también de color leonado. Las órbitas están rodeadas por una banda negra angosta. El espacio interocular es de color canela; las manos y los pies son de color beige.